# Jonathan Cannon
Jonathan Patrick Cannon (Alpharetta, Georgia, 19 de julio de 2000), más conocido como Jonathan Cannon, es un jugador profesional estadounidense de béisbol que se desempeña en la posición de lanzador en Chicago White Sox, equipo de las Grandes Ligas de Béisbol (MLB).

## Carrera
En 2024, Cannon hizo su debut en la MLB con el equipo Chicago White Sox, donde lleva jugando una temporada.